# Lakeview (Arkansas)
Pour les articles homonymes, voir Lakeview.
Lakeview est une municipalité du comté de Baxter, dans l’État de l’Arkansas aux États-Unis.

## Démographie
| 1960 | 1980 | 1990 | 2000 | 2010 | - |
| ---- | ---- | ---- | ---- | ---- | - |
| 103  | 512  | 485  | 763  | 741  | - |